# Diplopeltula nuda
Diplopeltula nuda är en rundmaskart. Diplopeltula nuda ingår i släktet Diplopeltula, och familjen Axonolaimidae. Arten är reproducerande i Sverige.